# Cis-3-Hexenol
cis-3-Hexenol oder auch Blätteralkohol ist eine natürlich vorkommende chemische Verbindung aus der Gruppe der ungesättigten Alkohole. Die ölige Flüssigkeit, die zumindest in Spuren in den grünen Teilen von fast allen Pflanzen vorkommt, riecht stark nach frisch geschnittenem Gras und zählt zu den grünen Blattduftstoffen.

## Vorkommen
cis-3-Hexenol kommt in den Blüten, Blättern und Früchten verschiedener Pflanzen, wie Tulpen, Pelargonien (Pelargonium graveolens), Gartenhyazinthe (Hyacinthus orientalis), Jasmin (Jasminum officinale), Äpfeln, Bananen, Weintrauben, Mandarinen (Citrus reticulata), Wilder Bergamotte (Monarda fistulosa), Citrus aurantium, Ananas, Tomaten (Lycopersicon esculentum), Sellerie (Apium graveolens), Teepflanze, Kampherbaum (Cinnamomum camphora), Bay (Pimenta racemosa), Lorbeer (Laurus nobilis), Basilikum (Ocimum basilicum), Piment (Pimenta dioica) und in Wermutkraut (Artemisia absinthium) vor. Die ätherischen Öle der Gewöhnlichen Robinie und der Maulbeere enthalten bis zu 50 % Blätteralkohol. Auch der Ester mit Essigsäure, Essigsäurehex-3-enylester, kommt in vielen Pflanzen vor.

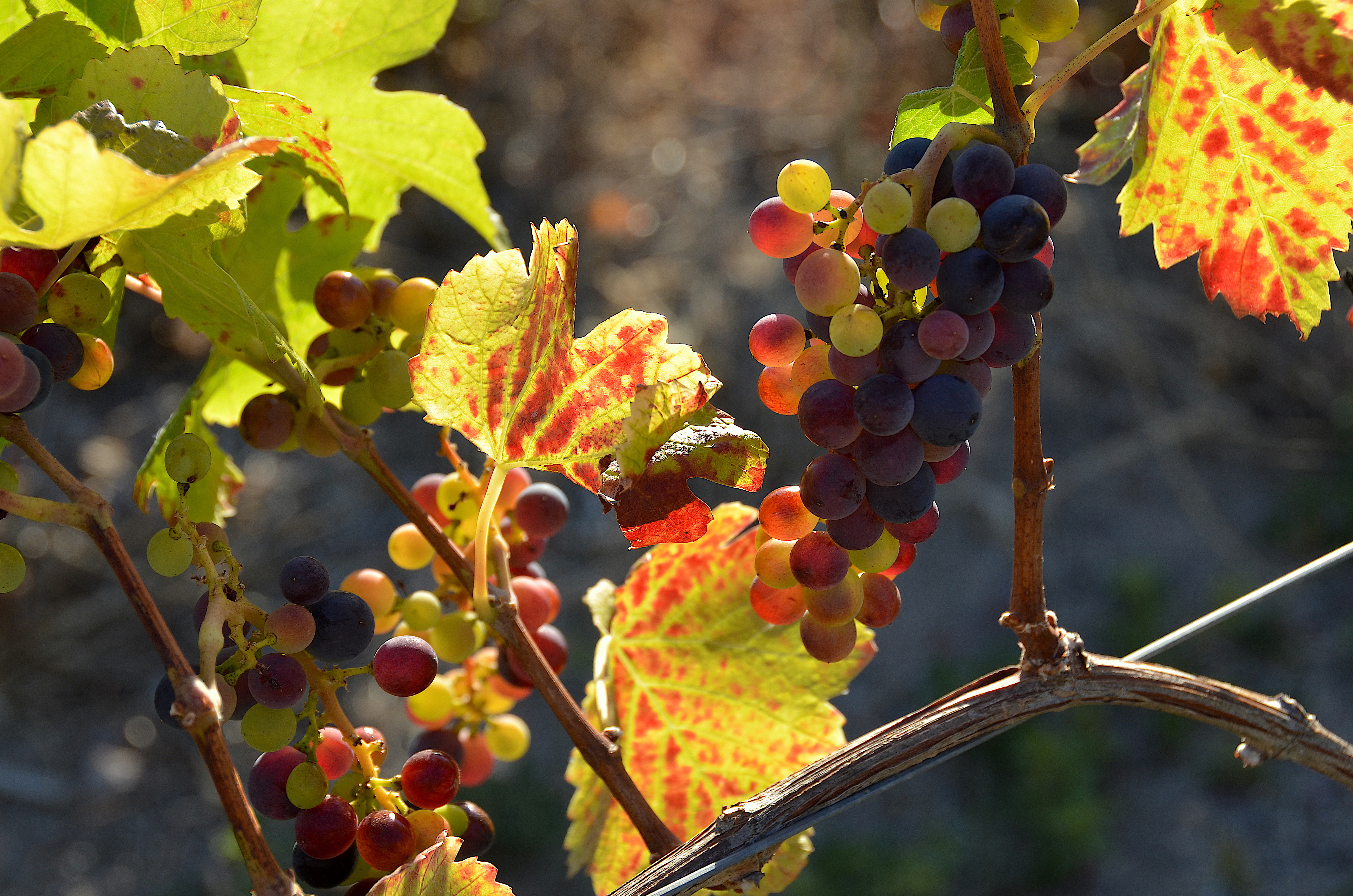
Wein
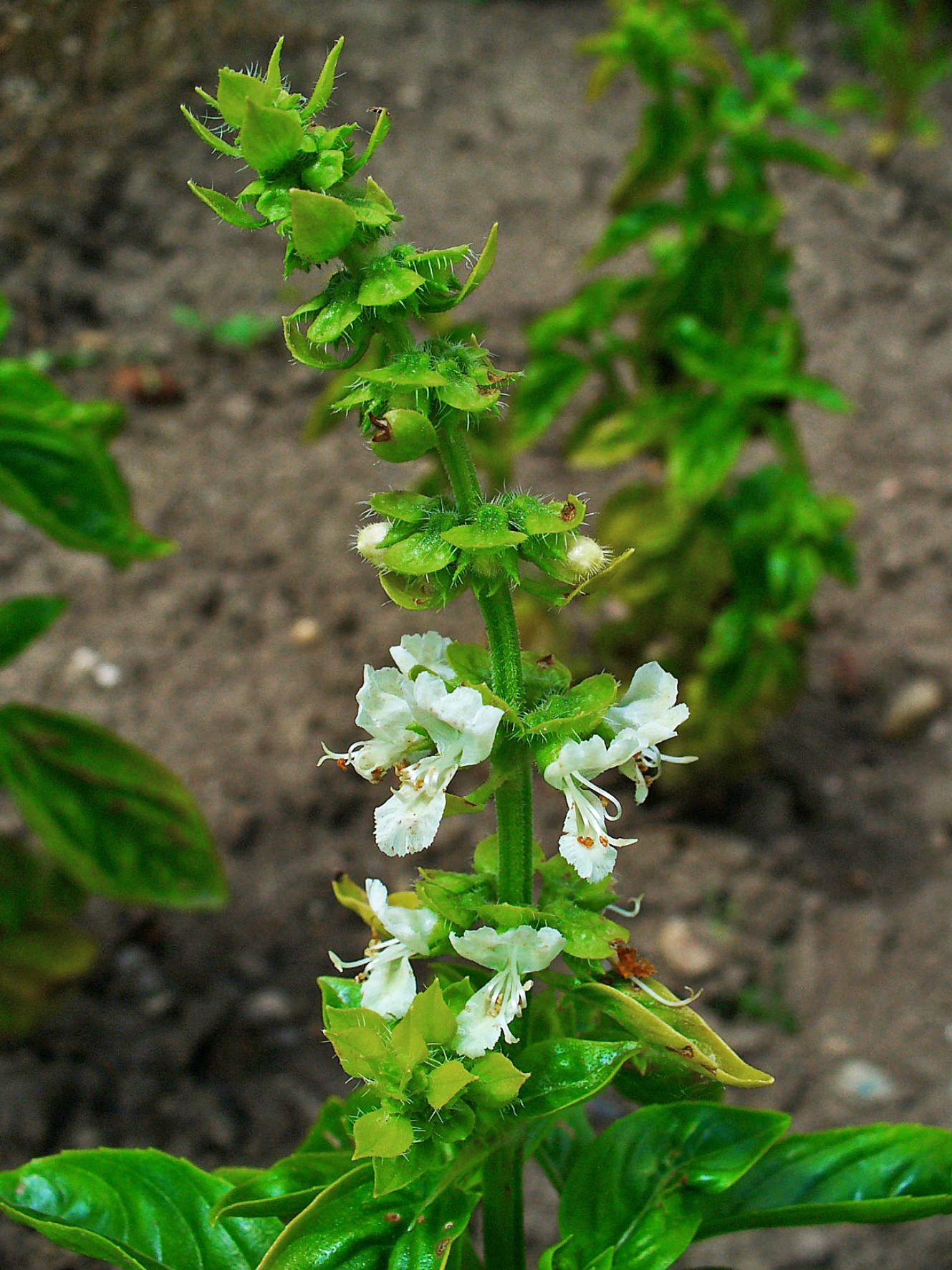
Basilikum
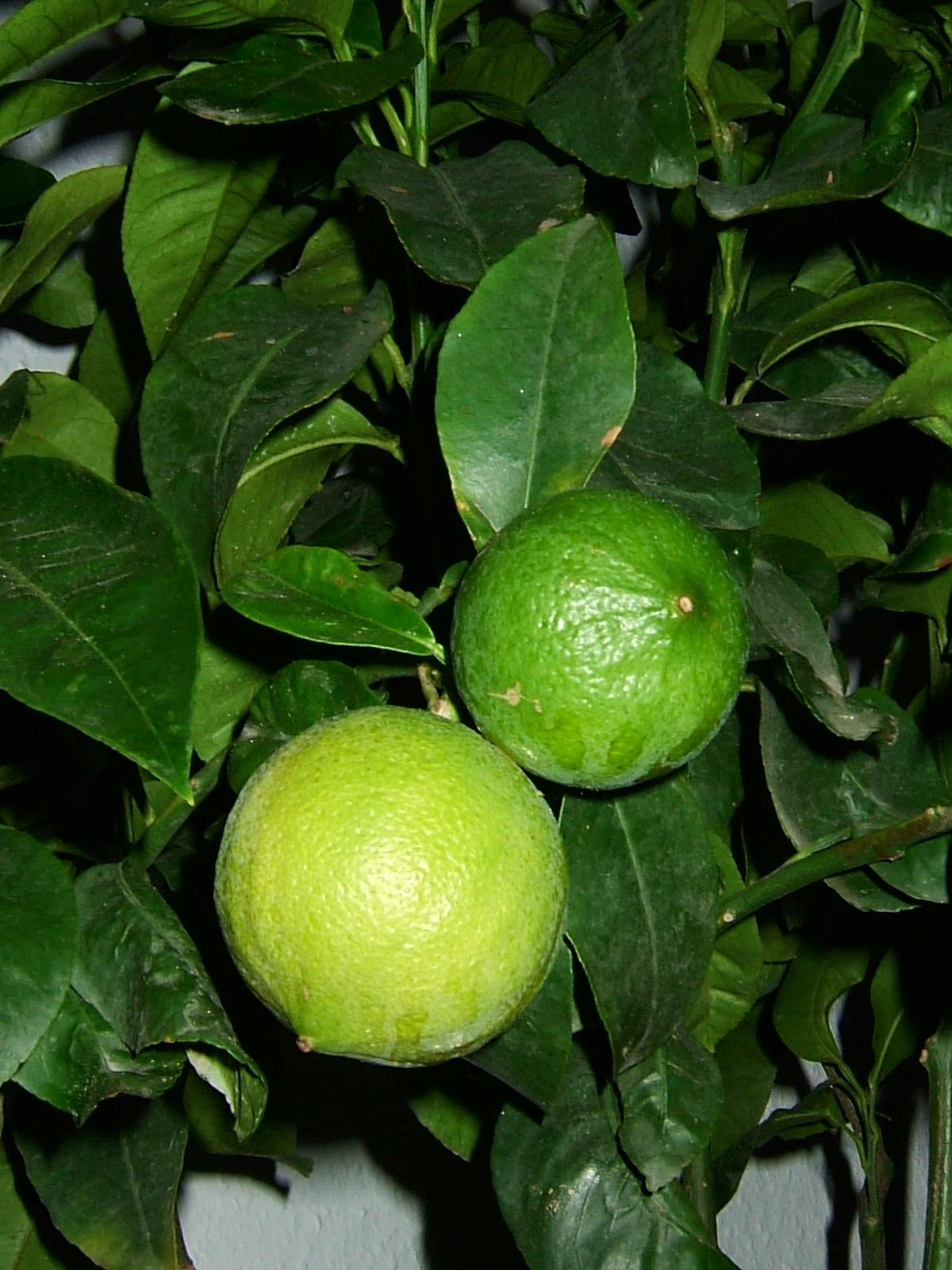
Bergamotte
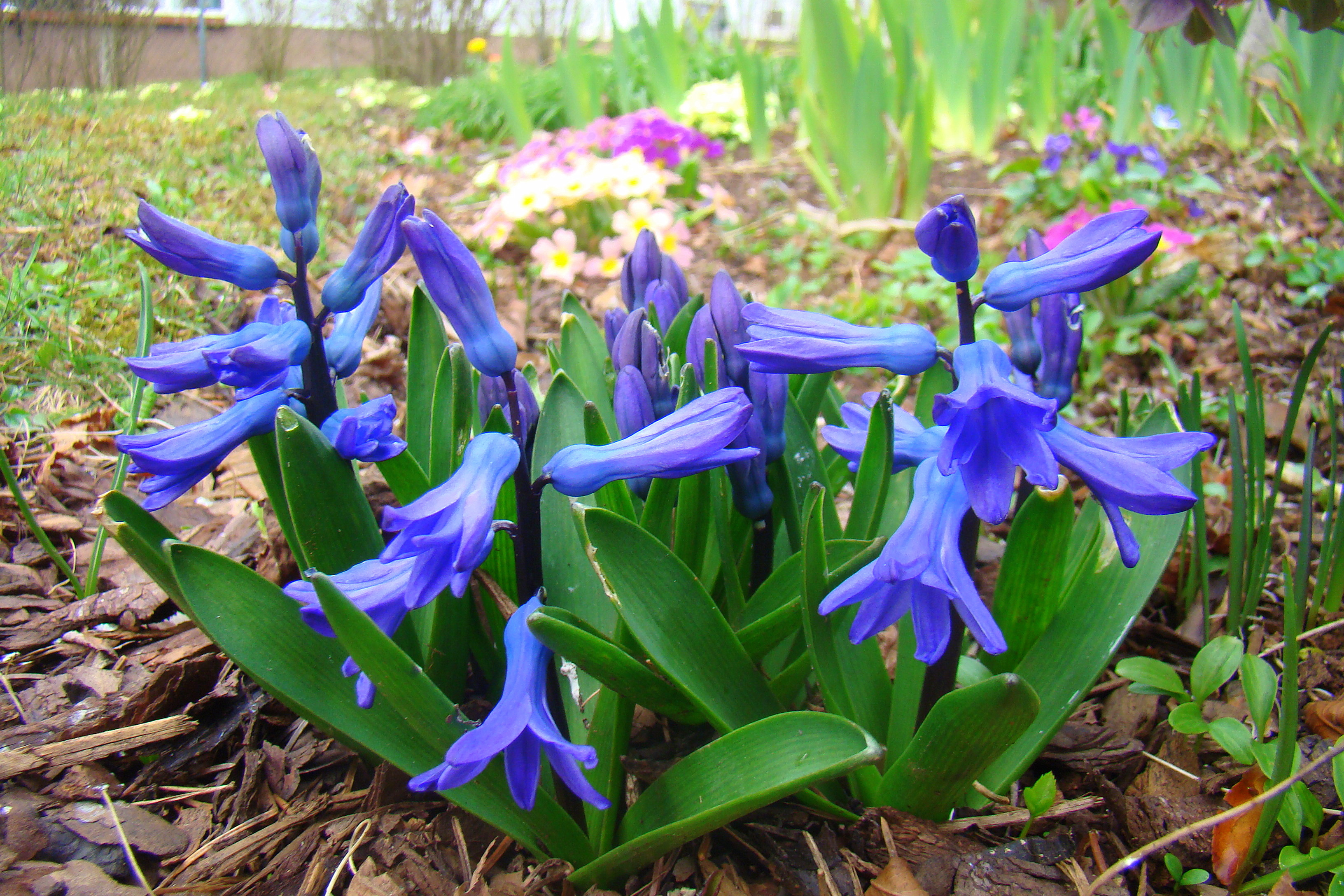
Gartenhyazinthe

## Gewinnung und Synthese
cis-3-Hexenol wird durch Extraktion aus Pflanzen und Früchten gewonnen oder synthetisch hergestellt.
Die Synthese erfolgt aus Alkoxyphenolen durch Hydrierung, Ringöffnung durch Ozonolyse und anschließende Reduktion zum Alkohol.

Darstellung von cis-3-Hexenol

## Eigenschaften
cis-3-Hexenol ist eine farblose, ölige Flüssigkeit, die sich wenig in Wasser, dagegen gut in Ethanol löst. Der Duft wird schon in einer Konzentration von 70 ppb wahrgenommen; ein deutlicher Geruch nach grünen Früchten tritt ab etwa 30 ppm auf. Die orale Giftigkeit ist gering: im Tierversuch mit Mäusen und Ratten wurden LD50-Werte von 4,7 g/kg (Ratte) und 7 g/kg (Maus) ermittelt.

## Verwendung
cis-3-Hexenol wird als Duftstoff in Tee, Parfüm (z. B. als Veilchenduft) und Lebensmitteln sowie als Ausgangsmaterial für die Synthese von 2-trans-6-cis-Nonadien-1-ol, 2-trans-6-cis-Nonadien-1-al und Essigsäurehex-3-enylester verwendet.
Die Substanz wird bei vielen Pflanzen – neben dem Essigsäurehex-3-enylester – nach einer Verletzung des Gewebes zur Abtötung von Pilzen (Fungizid) und Bakterien (Bakterizid) sowie als Abwehrstoff gegen pflanzenfressende Tiere, meist Insekten, ausgeschüttet.